# Xenopus vestitus
Xenopus vestitus é uma espécie de anfíbio da família Pipidae.
Pode ser encontrada nos seguintes países: República Democrática do Congo, Ruanda e Uganda.
Os seus habitats naturais são: regiões subtropicais ou tropicais húmidas de alta altitude, campos de altitude subtropicais ou tropicais, rios, pântanos, lagos de água doce, lagos intermitentes de água doce, marismas de água doce, marismas intermitentes de água doce, terras aráveis, pastagens, jardins rurais, áreas de armazenamento de água, lagoas e lagoas para aquicultura.